# Arnold Lucy
Pour les articles homonymes, voir Lucy.
Arnold Lucy, nom de scène de Walter George Campbell, né à Tottenham (Londres, Angleterre) le 8 août 1865 et mort à Los Angeles (Californie, États-Unis) le 15 décembre 1945 , est un acteur britannique.

## Biographie
Arnold Lucy est le cadet des six fils et une fille de l'architecte et arpenteur Donald Campbell (1830-1900) et de Lucy Elizabeth Speak (1828-1922).
Il joue à Londres à de très nombreuses reprises sur la scène mythique de West End avant de faire ses débuts au cinéma au début des années 1910. Il est connu pour son rôle du professeur Kantorek dans À l'Ouest, rien de nouveau (1930).

## Filmographie partielle
- 1917 : Sa revanche (In Again, Out Again) de John Emerson
- 1920 : The Love Expert de David Kirkland
- 1920 : Les Deux Compères (Good References) de Roy William Neill
- 1921 : School Days de William Nigh
- 1922 : Le Sceau de Cardi (Fair Lady) de Kenneth S. Webb
- 1929 : The Ghost Talks de Lewis Seiler
- 1930 : L'Intruse (City Girl) de Friedrich Wilhelm Murnau
- 1930 : À l'Ouest, rien de nouveau de Lewis Milestone
- 1930 : Une belle brute (Manslaughter) de George Abbott
- 1930 : The Princess and the Plumber d'Alexander Korda
- 1931 : Déloyale (Unfaithful) de John Cromwell
- 1931 : Merely Mary Ann de Henry King
- 1932 : Non coupable (Guilty as Hell) d'Erle C. Kenton
- 1933 : Loyalties de Basil Dean et Thorold Dickinson
- 1933 : Le Juif errant de Maurice Elvey
- 1934 : The Luck of a Sailor de Robert Milton
- 1934 : L'Homme qui en savait trop (The Man Who Knew Too Much) d'Alfred Hitchcock
- 1935 : Midshipman Easy de Carol Reed
- 1935 : The Morals of Marcus (en)  de Miles Mander
- 1936 : Laburnum Grove de Carol Reed
- 1937 : La Reine Victoria (Victoria the Great) de Herbert Wilcox